# Břeclav–Brno-vasútvonal
A Břeclav–Brno-vasútvonal egy 59 km hosszúságú, normál nyomtávolságú, kétvágányú, 25 kV 50 Hz-cel villamosított vasútvonal Csehországban Břeclav és Brno között. A vasútvonalon a vonatok engedélyezett legnagyobb sebessége 160 km/h.